# أنجيل فيث
أنجيل فيث (بالإنجليزية: Angel Faith)‏ هي مغنية أمريكية، ولدت في 25 يناير 1987 في لوس أنجلوس في الولايات المتحدة.

## وصلات خارجية
- الموقع الرسمي